# 竹林とスダチ香るみち
竹林とスダチ香るみち（ちくりんとスダチかおるみち）は、四国のみちのうち、徳島県阿南市阿瀬比町から新野町を経由し、福井町までのコースの名称である。

## 概要
全区間が四国八十八箇所巡礼道の遍路道と重なる。阿瀬比町から大根峠を経由し平等寺までの部分では平等寺道とも重なり、さらに平等寺道の一部は国史跡に指定されている。
起点の阿瀬比の手前は深山幽谷のへんろみちより繋がり、終点の阿波福井駅からは明神山大海原のみちへと続く。環境庁が指定。

## 近隣の観光スポット
- 道の駅わじき
- 大根峠
- 音坊山
- 大根庵
- 八坂神社
- 轟神社
- 平等寺
- 月夜御水大師

## 前後
深山幽谷のへんろみち --- 竹林とスダチ香るみち --- 明神山大海原のみち